# Restaurant-Ranglisten
Restaurant-Ranglisten ist ein deutschsprachiges Gastronomieportal. Herausgeber ist Hannes Buchner.

## Geschichte
Der Informatiker Gustav Volkenborn entwickelte Ende der 1980er Jahre aus gesammelten Notizen von Restaurantbesuchen eine umfängliche Datenbank, die er mit Aufkommen des Internets der Öffentlichkeit zur Verfügung stellte. Er entwickelte ein Punktesystem, das die Bewertungen der großen Restaurantführer in Buchform – wie Guide Michelin, Gault Millau, Schlemmer Atlas, Varta-Führer, Der Feinschmecker Guide oder Bertelsmann Guide – in Relation zueinander setzte und damit objektivieren sollte. Das Ergebnis waren die Restaurant-Ranglisten. Volkenborn erweiterte seine Ranglisten auf Frankreich und Österreich. Seit dem Tod von Gustav Volkenborn 2006 werden die Restaurant-Ranglisten von Hannes Buchner weitergeführt. Inzwischen wird für die deutsche Rangliste auch der Restaurantführer Gusto sowie der Slow Food Guide in die Berechnung einbezogen. Da mehrere Restaurantführer online laufend neue Bewertungen veröffentlichen, wird die Restaurant-Rangliste für Deutschland in der Regel monatlich aktualisiert. Außerdem wurden die Ranglisten auf alle Länder ausgeweitet, für die es mehrere Restaurantführer gibt. Aus den Ergebnissen wird zudem eine Weltrangliste errechnet.

## Bewertungssystem
Das System der Ranglisten funktioniert als Aggregator und basiert darauf, dass den Restaurantführern unterschiedliche Werte beigelegt werden: Beispielsweise ergeben in der für Deutschland veröffentlichten Punktetabelle drei Michelin-Sterne 20 Punkte, während die von Feinschmecker verliehene Höchstnote FFFF 19,5 Punkte wert ist. Der Große Restaurant Guide vergibt höchstens hhhh, wodurch 18 Punkte erworben werden. Das GF-Siegel von Slow Food führt zu 12 Ranglistenpunkten. Die Gewichtung der einzelnen Führer hängt vor allem von der Zahl der Höchstnoten ab, die die Führer vergeben. Je weniger Höchstbewertungen ein Führer abgibt, desto höher wird er gewichtet. Restaurant-Ranglisten bezeichnet diese Punkte als Noten, deren Ermittlung wie folgt erklärt wird: „Durch die unterschiedlichen Methoden und Qualitätsstufen bei der Vergabe von Noten sind die Führer gewichtet und können sich jährlich verändern“.
Ebenso wie dieses von Restaurant-Ranglisten angewendete Bewertungssystem basiert das bereits 1981 von Wolf von Hornstein eingeführte Hornstein-Ranking auf der Auswertung von Restaurantführern.

## Wettbewerbe
Auf Gustav Volkenborns Initiative entstanden die regionalen Köche-Wettbewerbe Großer Gourmet Preis, der allerdings nicht mehr von den Betreibern von Restaurant-Ranglisten organisiert wird. Diese Regionalwettbewerbe basieren auf dem Bewertungssystem von Restaurant-Ranglisten. Veranstalter ist die Agentur für Medienkommunikation desas.
Außerdem veranstaltet der Betreiber von Restaurant-Ranglisten.de in unregelmäßigen Abständen das Voting „Koch der Köche“, zuletzt in den Jahren 2012 und 2015. Stimmberechtigt sind die Küchenchefs der Restaurants auf den ersten 100 Plätzen der von Restaurant-Ranglisten.de veröffentlichten Deutschland-Rangliste. Nach welchen Kriterien diese 100 besten Köche votieren, ist ihnen überlassen.

## Inhalte
Die Restaurant-Ranglisten sind eines der größeren Portale dieser Art im Internet. Sie verzeichneten nach Eigenangaben durchschnittlich 150.000 Besucher im Monat, sowohl von Gourmets als auch aus der Gastronomiebranche.
Es sind Ranglisten für Deutschland, Österreich, Schweiz, Frankreich, Großbritannien, Skandinavien, die USA und den asiatischen Raum verfügbar. Die deutschen Ranglisten gibt es auch in Buchform. Die Ranglisten anderer Länder – inzwischen werden Ranglisten für 43 Länder und Südtirol berechnet – berücksichtigen jeweils die für die Länder relevanten Führer. Außerdem errechnet Restaurant-Ranglisten.de eine Restaurant-Weltrangliste. Die berücksichtigt neben den Wertungen der Restaurantführer auch die Noten von Gästen auf Bewertungsportalen und andere Publikationen der Gastronomiebranche, wie die The World’s 50 Best Restaurants.
Außerdem veröffentlicht das Portal täglich Nachrichten aus der Restaurant-Szene. Seit August 2019 veröffentlicht Restaurant-Ranglisten.de alle zwei Wochen einen Podcast. Der überwiegende Teil der Folgen haben Interviews mit Sterneköchen zum Inhalt.
Es existiert eine Umkreissuche für Restaurants, ein Forum mit Restaurant-Berichten, eine Datenbank mit Biografien von Spitzenköchen sowie ein Podcast mit Interviews mit Sterneköchen.
Zudem wird der kostenpflichtige Gourmet-Club angeboten, der unter anderem Gastronomie-Angebote beinhaltet.

## Publikation
- Gourmetführer Deutschland 2011, Klatschmohn Verlag 2011, ISBN 978-3-941064-26-3.